# Décès en janvier 2005
Décès
- 2001
- 2002
- 2003
- 2004
- 2005
- 2006
- 2007
- 2008
- 2009

Pour une information complémentaire, voir la page d'aide.

| Date        | Nom                                          | Activités                                                                                     | Âge | Source |
| ----------- | -------------------------------------------- | --------------------------------------------------------------------------------------------- | --- | ------ |
| 1er janvier | Marc-Alexandre Millanvoye                    | journaliste et animateur de radio français                                                    | 31  |        |
| 1er janvier | Shirley Chisholm                             | politicienne américaine première femme noire élue au Congrès                                  | 80  |        |
| 1er janvier | Bob Matsui                                   | politicien américain                                                                          | 63  |        |
| 1er janvier | Dmitri Neljubin                              | cycliste russe                                                                                | 33  |        |
| 1er janvier | Steven Parrino                               | artiste américain                                                                             | 46  |        |
| 1er janvier | Willem Scholten                              | politicien néerlandais, ministre de la Défense de 1978 à 1980                                 | 77  |        |
| 2 janvier   | Bernard Béreau                               | footballeur français                                                                          | 64  |        |
| 2 janvier   | Arnold Denker                                | joueur d'échecs américain                                                                     | 90  |        |
| 2 janvier   | Cyril Fletcher (en)                          | comédien britannique                                                                          | 91  |        |
| 2 janvier   | Kelly Freas                                  | dessinateur de science-fiction américain                                                      | 82  |        |
| 2 janvier   | Claude Meillassoux                           | anthropologue français                                                                        | 79  |        |
| 2 janvier   | Edo Murtic                                   | peintre croate                                                                                | 83  |        |
| 2 janvier   | Charles Paul Wilp                            | photographe allemand                                                                          | 72  |        |
| 3 janvier   | Yves Benot                                   | historien français spécialiste du colonialisme                                                | 84  |        |
| 3 janvier   | Guy Campiglia                                | Footballeur français devenu entraîneur                                                        | 84  |        |
| 3 janvier   | Jayonto N. Dixit                             | politicien indien                                                                             | 68  |        |
| 3 janvier   | Will Eisner                                  | dessinateur de BD américain                                                                   | 87  |        |
| 3 janvier   | Gérard Valet                                 | journaliste franco-belge                                                                      | 73  |        |
| 4 janvier   | Humphrey Carpenter                           | auteur américain                                                                              | 59  |        |
| 4 janvier   | Paul Darragh                                 | Cavalier de saut d'obstacles irlandais                                                        | 51  |        |
| 4 janvier   | Robert Heilbroner                            | économiste américain                                                                          | 85  |        |
| 4 janvier   | Dmitri Neljubin                              | écrivain américain                                                                            | 77  |        |
| 4 janvier   | Bud Poile                                    | joueur de hockey sur glace canadien                                                           | 80  |        |
| 4 janvier   | Ali al-Haidri                                | gouverneur de Bagdad                                                                          | ?   |        |
| 5 janvier   | René Le Hénaff                               | monteur et réalisateur français                                                               | 103 |        |
| 5 janvier   | Antonio Benitez Rojo (en)                    | écrivain cubain                                                                               | 73  |        |
| 6 janvier   | Jean-Luc Fugaldi                             | Footballeur français                                                                          | 59  |        |
| 6 janvier   | Jean-Loup Herbert                            | anthropologue français.                                                                       | 60  |        |
| 6 janvier   | Louis Robichaud                              | politicien canadien                                                                           | 79  |        |
| 7 janvier   | Pierre Daninos                               | écrivain français                                                                             | 91  |        |
| 7 janvier   | Eileen Desmond                               | politicienne irlandaise, ministre de la Santé de 1981 à 1982 et des Affaires Sociales en 1982 | 72  |        |
| 7 janvier   | Rosemary Kennedy                             | américaine, sœur de John F. Kennedy                                                           | 86  |        |
| 7 janvier   | Rossana Maiorca                              | apnéiste italienne                                                                            | 54  |        |
| 7 janvier   | Vidal Ortiz                                  | homme d'affaires français                                                                     | 87  |        |
| 7 janvier   | Richard W. Reuter                            | homme politique et pacifiste américain                                                        | 86  | (en)   |
| 8 janvier   | Badja Djola                                  | acteur américain                                                                              | 56  |        |
| 8 janvier   | Jacqueline Joubert                           | animatrice TV-radio                                                                           | 83  |        |
| 8 janvier   | Suad Katana                                  | footballeur international bosnien.                                                            | 35  |        |
| 9 janvier   | Koji Hashimoto                               | réalisateur Japonais                                                                          | 66  |        |
| 9 janvier   | Rudolf Kundera                               | peintre austro-hongrois puis tchécoslovaque et tchèque                                        | 93  | (cs)   |
| 9 janvier   | Thady Ryan                                   | cavalier irlandais                                                                            | 81  |        |
| 10 janvier  | Joséphine-Charlotte de Luxembourg            | Grande Duchesse du Luxembourg de 1953 à 2000                                                  | 77  |        |
| 10 janvier  | Fernand Cazenave                             | rugbyman français                                                                             | 80  |        |
| 10 janvier  | Spencer Dryden                               | musicien américain                                                                            | 66  |        |
| 10 janvier  | José Manuel Pérez                            | motard espagnol                                                                               | 41  |        |
| 10 janvier  | Werner Quintens                              | ecclésiastique belge                                                                          | 67  |        |
| 10 janvier  | Jan-Pieter Schotte                           | cardinal belge                                                                                | 76  |        |
| 10 janvier  | Georges Bernier dit le « Professeur Choron » | humoriste français                                                                            | 75  |        |
| 11 janvier  | Raymond Chesa                                | homme politique français                                                                      | 70  |        |
| 11 janvier  | Fabrizio Meoni                               | motard italien.                                                                               | 47  |        |
| 11 janvier  | Jerzy Pawlowski                              | Escrimeur polonais.                                                                           | 72  |        |
| 11 janvier  | Thelma White                                 | actrice américaine                                                                            | 94  |        |
| 12 janvier  | Amrish Puri                                  | acteur indien                                                                                 | 67  |        |
| 13 janvier  | Rudolph Moshammer                            | couturier allemand                                                                            | 64  |        |
| 13 janvier  | Nell Rankin                                  | chanteur d'opéra américain                                                                    | 81  |        |
| 13 janvier  | Jacques de Tonnancour                        | peintre canadien                                                                              | 88  |        |
| 14 janvier  | Charlotte MacLeod                            | écrivain canadien                                                                             | 82  |        |
| 14 janvier  | Conroy Maddox (en)                           | peintre britannique                                                                           | 92  |        |
| 14 janvier  | Jesús-Rafael Soto                            | peintre et plasticien vénézuélien                                                             | 81  |        |
| 15 janvier  | Victoria de los Angeles                      | cantatrice espagnole                                                                          | 81  |        |
| 15 janvier  | Walter Ernsting                              | écrivain de Science-fiction allemand                                                          | 84  |        |
| 15 janvier  | Fred Julsing                                 | dessinateur néerlandais                                                                       | 62  |        |
| 15 janvier  | Henk Molleman                                | politicien néerlandais                                                                        | 69  |        |
| 15 janvier  | Ruth Warrick                                 | actrice américaine                                                                            | 89  |        |
| 16 janvier  | Yves Haguenauer                              | architecte et mélomane français                                                               | 86  |        |
| 16 janvier  | Roger Ibanez                                 | acteur français                                                                               | 73  |        |
| 16 janvier  | Ndongo Lô                                    | chanteur populaire sénégalais (Mbalax)                                                        | 30  |        |
| 17 janvier  | Virginia Mayo                                | actrice américaine                                                                            | 84  |        |
| 17 janvier  | Zhao Ziyang                                  | homme politique chinois, premier ministre de 1980 à 1987                                      | 85  |        |
| 18 janvier  | Georges Berthomieu                           | acteur français                                                                               | 72  |        |
| 18 janvier  | Robert Moch                                  | rameur (aviron (sport)) américain                                                             | 90  |        |
| 19 janvier  | Anita Kulcsár                                | handballeuse hongroise                                                                        | 28  |        |
| 20 janvier  | Jean-François Ballereau                      | cavalier français, inventeur du tourisme équestre                                             | 64  |        |
| 20 janvier  | Per Borten                                   | politicien norvégien, président du Conseil de 1965 à 1971                                     | 91  |        |
| 20 janvier  | Christian Dubois                             | homme d'affaires français, fondateur de Castorama                                             | 83  |        |
| 20 janvier  | Christel Justen                              | nageuse allemande                                                                             | 47  |        |
| 20 janvier  | Miriam Louisa Rothschild                     | zoologiste, entomologiste et écrivaine britannique                                            | 96  |        |
| 21 janvier  | Parvin Babi                                  | actrice indienne                                                                              | 49  |        |
| 21 janvier  | Sébastien Hamon                              | journaliste français                                                                          | 34  |        |
| 21 janvier  | Henri Marteau                                | acteur français                                                                               | 72  |        |
| 21 janvier  | Theun de Vries                               | écrivain néerlandais                                                                          | 97  |        |
| 22 janvier  | César Gutiérrez                              | baseballeur venezuelien                                                                       | 61  |        |
| 22 janvier  | Adrien Seguin                                | peintre français                                                                              | 78  |        |
| 22 janvier  | Consuelo Velázquez                           | compositeur mexicain                                                                          | 89  |        |
| 23 janvier  | Mutsuko Sakura (桜むつ子)                    | actrice japonaise                                                                             | 83  |        |
| 23 janvier  | Johnny Carson                                | animateur TV-radio américain                                                                  | 79  |        |
| 23 janvier  | Salvador Sagrera                             | footballeur espagnol                                                                          | 83  | (en)   |
| 24 janvier  | June Bronhill                                | chanteuse d'opéra australienne                                                                | 75  |        |
| 25 janvier  | Benjamin Pinto Bull                          | figure de l'indépendance de la Guinée-Bissau                                                  | 89  |        |
| 25 janvier  | Philip Johnson                               | architecte américain                                                                          | 98  |        |
| 25 janvier  | Ray Peterson                                 | chanteur américain                                                                            | 65  |        |
| 25 janvier  | Max Velthuijs                                | écrivain et dessinateur néerlandais                                                           | 81  |        |
| 25 janvier  | Jeanette Witziers-Timmer                     | athlète néerlandaise                                                                          | 81  |        |
| 26 janvier  | Rudi Falkenhagen                             | acteur néerlandais                                                                            | 71  |        |
| 26 janvier  | Ricard Viladesau                             | musicien et compositeur espagnol                                                              | 87  | (es)   |
| 27 janvier  | Aurélie Nemours                              | peintre française                                                                             | 94  |        |
| 28 janvier  | Jim Capaldi                                  | musicien anglais                                                                              | 60  |        |
| 28 janvier  | János Komives                                | compositeur et chef d'orchestre français d'origine hongroise                                  | 72  |        |
| 28 janvier  | Karen Lancaume                               | actrice française                                                                             | 32  |        |
| 28 janvier  | Jacques Villeret                             | acteur français                                                                               | 53  |        |
| 29 janvier  | Vetea Bambridge                              | homme politique français                                                                      | 49  |        |
| 29 janvier  | Toni Berger                                  | acteur allemand                                                                               | 83  |        |
| 29 janvier  | Ephraim Kishon                               | satiriste israélien                                                                           | 80  |        |
| 29 janvier  | José Luis Martinez                           | Lanceur de poids espagnol.                                                                    | 34  |        |
| 29 janvier  | Guus Zoutendijk                              | homme politique et homme d'affaires néerlandais                                               | 74  |        |
| 30 janvier  | Martyn Bennett                               | musicien écossais                                                                             | 34  |        |
| 30 janvier  | Maurice Desimpelaere                         | Coureur cycliste belge.                                                                       | 74  |        |
| 31 janvier  | Nel Benschop                                 | poétesse néerlandaise                                                                         | 87  |        |
| 31 janvier  | Yutsuko Chusonji                             | dessinateur de BD japonais                                                                    | 42  |        |
| 31 janvier  | André Essel                                  | homme d'affaires français                                                                     | 86  |        |
| 31 janvier  | Ivan Noble (en)                              | journaliste britannique                                                                       | 37  |        |